# Batista Tagme Na Waie
Le général Batista Tagme Na Waie, né en 1949 à Catió et mort le 1er mars 2009 à Bissau, est un homme politique et officier bissaoguinéen. Chef d'état-major de l'armée bissau-guinéenne d'ethnie balante imposé par une mutinerie en 2004, il a été assassiné lors d'un attentat probablement fomenté par des narcotrafiquants. Na Waie avait la réputation d’être l'un des rares officiers à n’avoir pas cédé aux affaires de corruption et de trafic de drogue. 

## Carrière militaire
- 1980-1984 : Chef de la police militaire
- 2004-2009 : Chef d'état-major (remplacement de Verissimo Correia Seabra)

## Attentat
Il fut assassiné le 1er mars 2009 aux environs de 20 h dans une violente explosion, apparemment un attentat orchestré à son encontre par le président de la République, João Bernardo Vieira. Les deux hommes avaient déjà des relations difficiles